# 田中浩介
田中 浩介（たなか こうすけ、1982年12月16日 - ）は、日本の政治家。愛媛県伊予郡松前町長。町職員の職を辞し現職に挑む選挙に臨み初当選した。伊予郡松前町徳丸（とくまる）出身。

## 経歴
- 1995年3月 - 松前町立北伊予小学校卒業。
- 1998年3月 - 松前町立北伊予中学校卒業。
- 2001年3月 - 愛媛県立松山南高等学校卒業。
- 2006年3月 - 広島大学法学部法学科卒業。
- 2008年4月 - 松前町入庁。同年、消防団入団。
- 2016年4月 - 愛媛県企画振興部地域政策課へ派遣（2年間）。
- 2023年3月 – 松前町を退職（退職時の職位:係長、担当:企画政策）。

- 2023年11月 – 松前町長選挙に立候補。前町長 岡本靖との一騎打ちとなったが、大差で初当選。

### 立候補の背景と経緯
- 県庁所在地である松山市の衛星都市で3万人ちかくの人口を維持してきた松前町であるが、閉塞感も漂うなか、前任の岡本町政に疑問を抱き、立候補の意思を固める。岡本への松前町職員を辞する際の挨拶の際に慰留されたといわれているが、後に出馬の準備を進めていると知った岡本は激怒したとも伝えられる。
- 選挙では「新しいまさきへ」をスローガンに、子育て支援策の充実などを訴えた。
- 前町長の白石勝也が後援会名誉会長として全面的に支援した。白石は愛媛県幹部であった岡本を自身の後任として招聘した立場であったものの、岡本の言動に反発し、対立陣営の支援に回った。
- 北伊予地区から初当選

1955年に（旧式）松前町・北伊予村・岡田村が合併し発足した（新）松前町において、北伊予地区の出身者が町長に就いたのは初めて。従来、人口の多い松前地区の出身者が就いてきた。なお、前任の岡本は岡田地区（旧3か町村の単位で小中学校区が設定されており、校区意識は根付いている）。

## 人物
- 信念　不撓不屈
- 趣味:マラソン、読書、歌

小学校時代には民謡を習い、高校時代にはアマチュアバンドのボーカルも務めた。